# Aiging
Aiging ist ein Ortsteil der Gemeinde Nußdorf im Landkreis Traunstein in Oberbayern. Die mit 532 Einwohnern drittgrößte Ortschaft der Gemeinde, grenzt im Süden direkt an die Stadt Traunstein.

## Geschichte
Die Gründung der Ortschaft Aiging reicht weit zurück bis in das 6. Jahrhundert nach Christus und bildet damit eine der ältesten Ortschaften der Region. Der recht außergewöhnliche Name ist eine Mischung aus dem romanischen „Agius“ sowie der germanischen Endung „ing“ und kommt weltweit kein zweites Mal vor. Viele Ortschaften im Alpenvorland wurden erst ab dem 8. Jahrhundert von den romanisierten Kelten gegründet, damit ist Aiging eine der wenigen Siedlungen bajuwarischer Herkunft.
Schon zu keltischer Zeit lag Aiging an einem wichtigen Verkehrsknotenpunkt der großen Römerstraße von Salzburg nach Augsburg sowie einer Abzweigung nach Altenmarkt. Besondere Bedeutung erhielt die Route im Mittelalter als das „weiße Gold“ von Reichenhall über Traunstein in den gesamten süddeutschen Raum transportiert wurde. Um den Wegzoll in Traunstein zu umgehen, wurde eine weitere Route über Schönram und Waging angelegt die daraufhin durch gesetzliche Bestimmungen der Stadt Traunstein verboten wurde. Die obere Salzstraße durch Aiging blieb also die Haupthandelsroute für Salz, die ab dem 14. Jahrhundert so stark befahren war, dass 1471 schließlich eine Raststation in Aiging errichtet wurde. Das inzwischen weit über 500 Jahre alte Gebäude ist heute noch als Tafernwirtschaft in Betrieb. 1762 wurde die neue „Land- und Salzstraße nach Traunstein“ in Betrieb genommen, die nun nicht mehr durch Herbstdorf und Biebing führte. Der Verlauf dieser ehemaligen Handelsroute wird heute noch von der Bundesstraße 304 genutzt.

## Wirtschaft und Infrastruktur

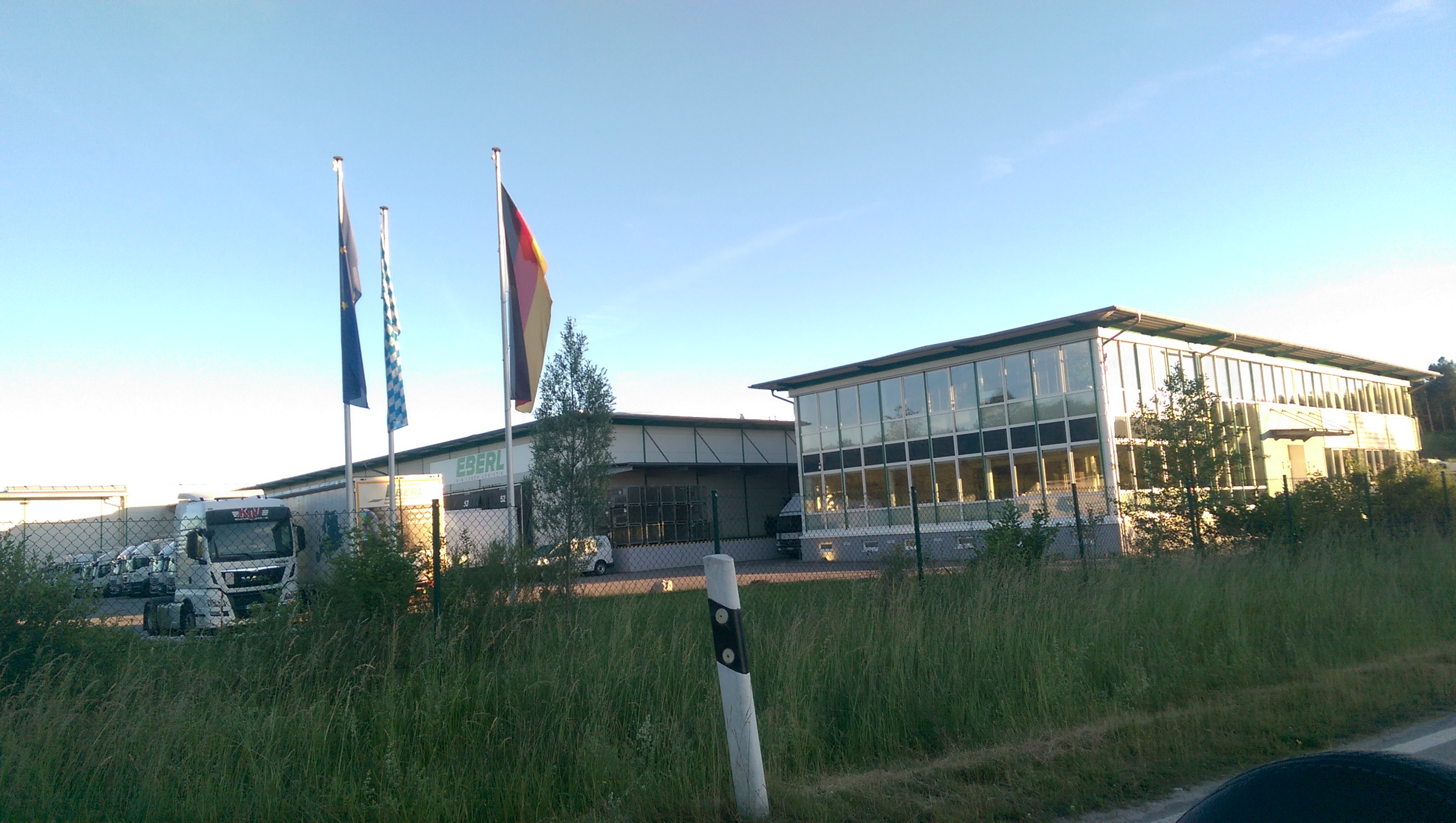
Die Spedition Eberl im Gewerbegebiet Aiging.

Aiging hat sich in den letzten Jahren zum wichtigsten Wirtschaftsstandort der Gemeinde Nußdorf entwickelt. Aufgrund der Lage direkt an der Bundesstraße 304 und der direkten Nähe zur Stadt Traunstein, ist das Gewerbegebiet Aiging ein attraktiver Standort für produzierende, regionale Betriebe. Mit einer ausgelagerten Stahlbiegerei der J.N. KREILLER KG sowie der Spedition Eberl mit knapp 300 Mitarbeitern, haben inzwischen auch zwei mittelständische Unternehmen hier ihren Standort.
Ein weiterer wichtiger Wirtschaftszweig ist der Abbau von Kies. Insgesamt drei aktive Kiesgruben befinden sich in und um Aiging. Der westliche Teil des Ortes befindet sich zudem in einem ehemaligen Abbaugebiet.
In Aiging sowie in einigen anderen Ortsteilen der Gemeinde sind seit 2011 Glasfaserkabel zur deutlichen Steigerung der Internetbandbreite verlegt. Die Gemeinde Nußdorf war in diesem Gebiet Vorreiter, da sie als Erste im Landkreis Traunstein diese Glasfaserkabel benutzte.

### Zukünftige Entwicklung
Seit Anfang 2017 ist bekannt, dass die Stadt Traunstein und die Gemeinde Nußdorf ein interkommunales Gewerbegebiet planen. Dabei soll das Gewerbegebiet Aiging mit dem angrenzenden Gewerbegebiet Traunstein Nord vereint und mit der anliegenden Bundesstraße 304 verbunden werden. Damit würde Aiging seine wirtschaftliche Bedeutung in der Gemeinde weiter stark ausbauen.

## Sehenswürdigkeiten

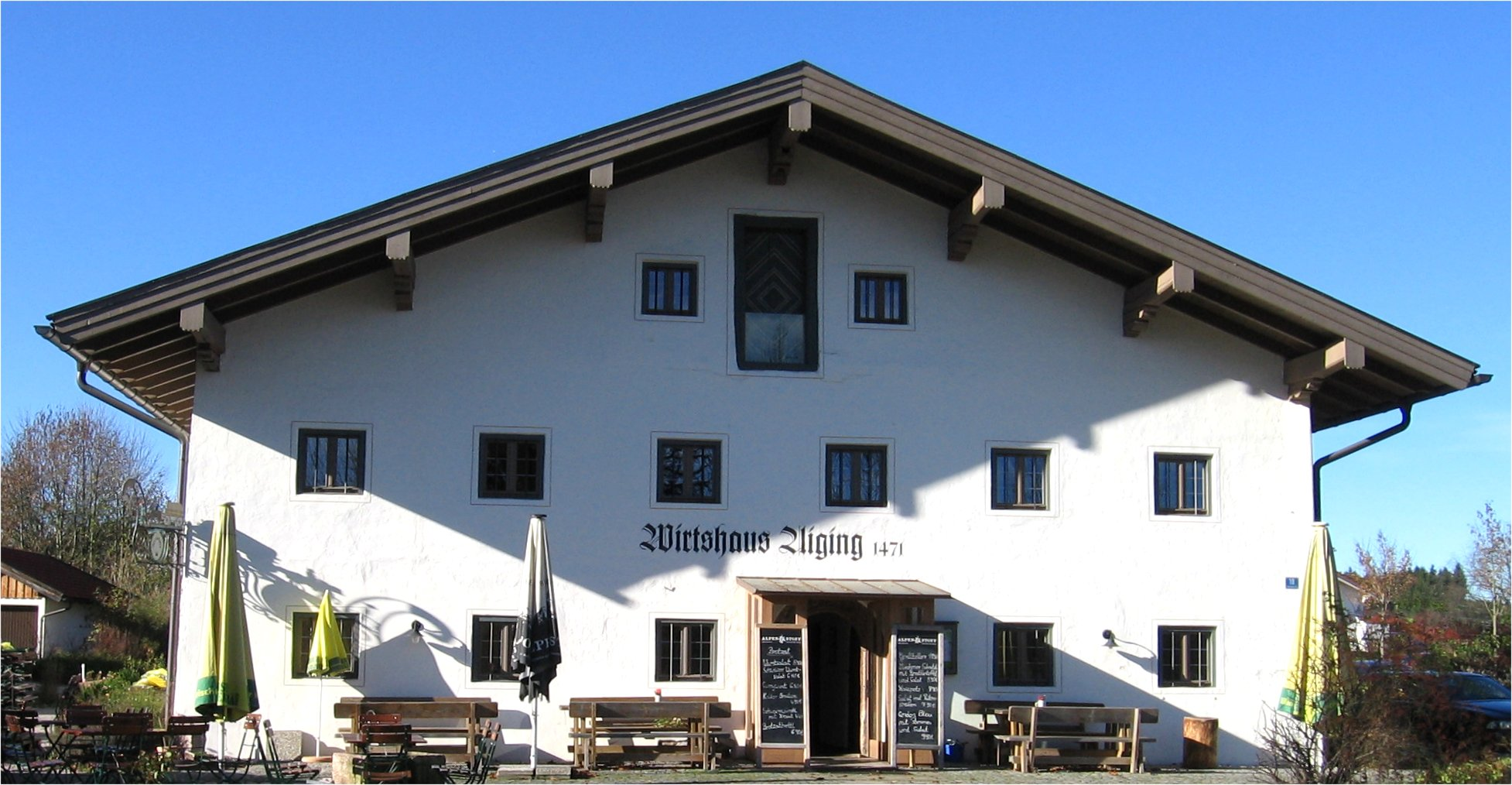
Wirtshaus Aiging 1471, Tafernwirtschaft

Die Tafernwirtschaft aus dem Jahr 1471 gilt als ältestes Gebäude der Gemeinde Nußdorf und eines der ältesten Wirtshäuser Bayerns.
Das Wirtshaus wurde 1794 aufgrund des zunehmenden Verkehrsaufkommen umgebaut und vergrößert. Es wurden Ställe und Werkstätten gebaut sowie Schmiede und Weber beschäftigt, die sich um die zahlreichen Pferde und Fuhrwagen kümmerten. Das Gebäude wuchs zu einer beachtlichen Größe und wurde eine der wichtigsten Zwischenstationen auf der Handelsroute von Bad Reichenhall und Salzburg. Einige Gebäudeteile weisen seitdem barocke Formen auf. Im 19. Jahrhundert wurde das Gebäude stark verkleinert, heute ist nur noch der Wohn- und Herbergsbereich erhalten. Das Wirtshaus liegt an der ehemaligen Römer- und Salzstraße zwischen Augsburg und Salzburg. 
Seit 2004 ist die Gemeinde Nußdorf Eigentümer des Wirtshauses. 2006 wurde es im Zuge der Dorferneuerung von Grund auf saniert und im Mai 2007 eingeweiht. 2016 diente es als Drehort für eine Folge der Kabel eins-Doku Soap „Mein Lokal, Dein Lokal“, was die Situation der Bewirtschaftung auch überregional bekannt machte.